# Глиняный бог (фильм, 1918)
«Гли́няный бог» (1918) — немой художественный фильм Николая Ларина.  Представлен 15 июня 1918 года, также известен как «Развенчанный кумир» и «Бог на глиняных ногах».

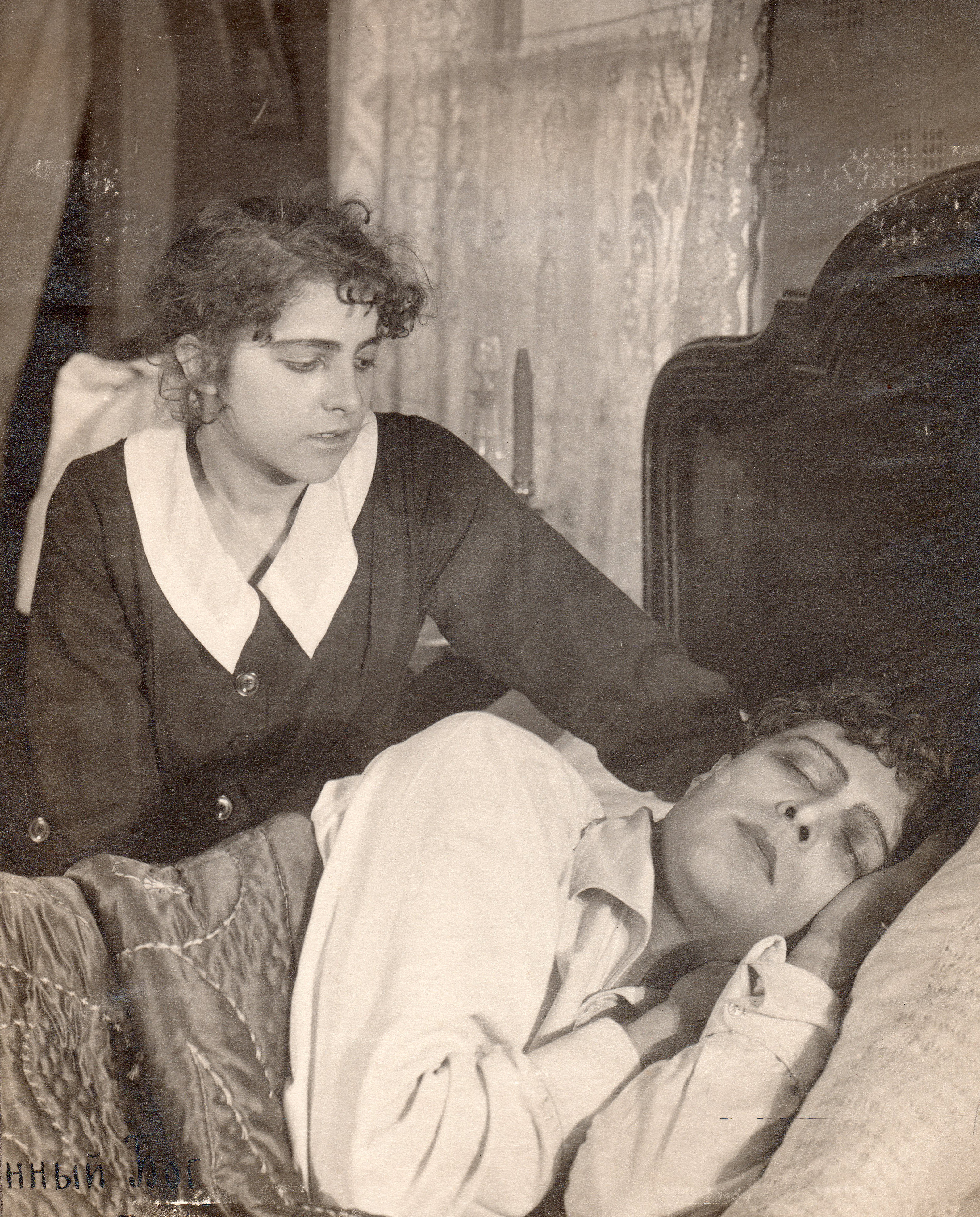
Александра Ребикова с Олегом Фрелихом в фильме «Глиняный бог», 1918

Сюжет фильма основан на уголовно-психологической драме о самопожертвовании женщины, муж которой совершает преступление, втянувшись в азартную игру. Выпущено акционерным обществом «Нептун».

## В ролях
- Олег Фрелих — Виго Грэг

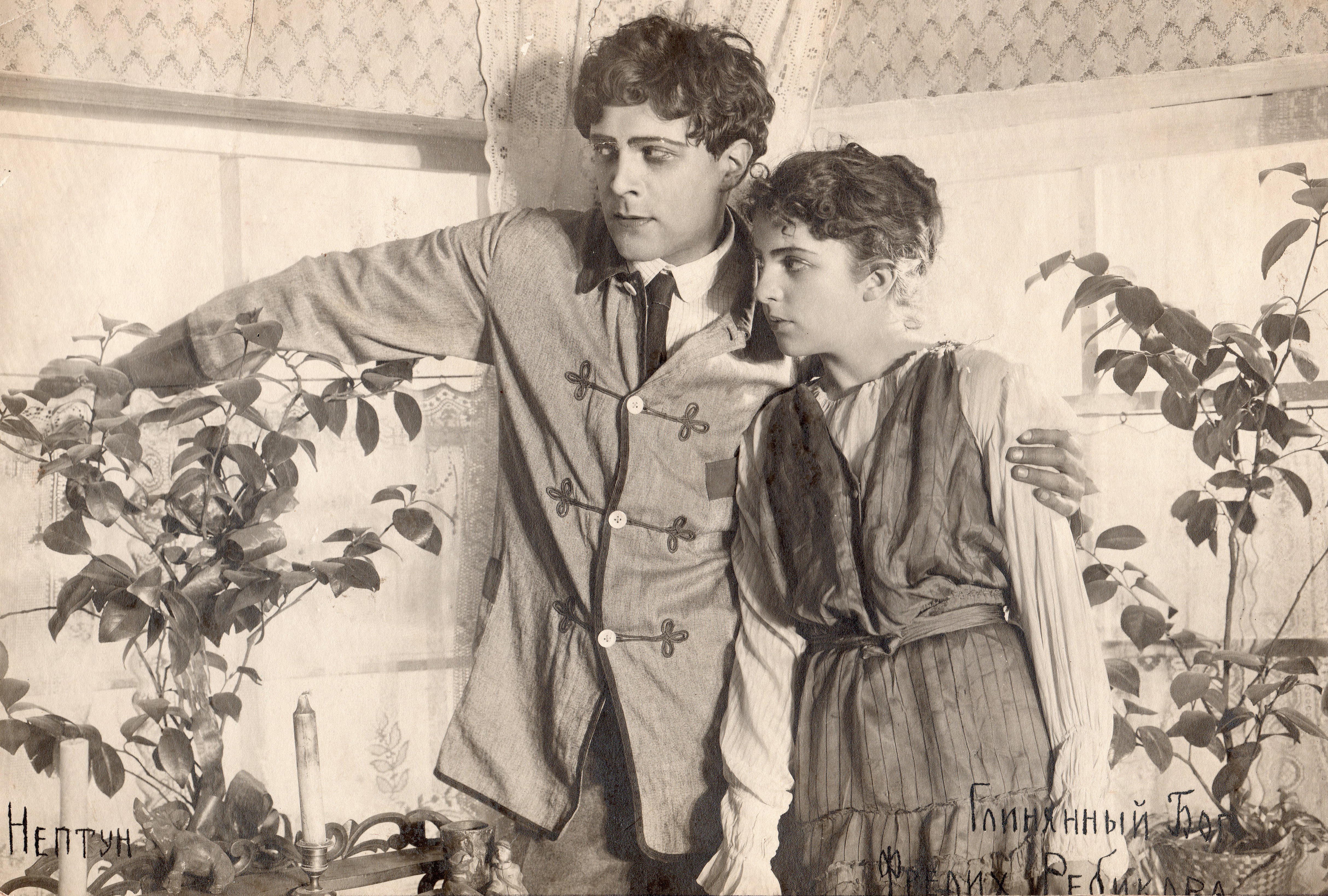
Александра Ребикова и Олег Фрелих в фильме «Глиняный бог», 1918

- Александра Ребикова — Нора, жена Грэга
- Александр Чабров
- А. Островская — Маэ, любовница Грэга

## Критика
- Рецензент журнала «Проектор» указал, что лучшая сцена фильма - сцена «встречи мужа и жены после убийства». Он отметил: «Хорошо передано артисткой чувство беспредельной любви к мужу», и заключил: «Постановка вполне выдержана».[2]